# Enseigne lumineuse Tío Pepe
L'enseigne lumineuse Tío Pepe est une enseigne lumineuse pour les vins Tío Pepe installée en surplomb de la Puerta del Sol, à Madrid. Elle constitue l'un des symboles de la capitale espagnole.